# Eduard de Bona
Eduard de Bona - Bunić (oko 1894. – Travnik, (2)2. listopada 1944.),  bio je hrvatski vojni zapovjednik, iz plemenite obitelji Bunić.

## Životopis
Sin Marina de Bone-Bunića i Ivane Jozipe (Malete) r. Rubricius. Eduard je imao braću Ivana Nepomuka i Marina. Eduard je izabrao karijeru profesionalnog vojnika. Bio je časnik u austro-ugarskoj vojsci, a nakon proglašenja Nezavisne Države Hrvatske pristupio je domobranstvu NDH.  
Partizanske snage pokušale su zauzeti Travnik 1943. što im nije uspjelo pa su blokirale grad. U kolovozu 1944. godine partizanske snage su se gomilale oko grada. Eduard je tada nosio čin domobranskog pukovnika i postavljen je na mjesto zapovjednika obrane Travnika. 
Njemački general Ernst von Leyser je radi dogovora s partizanima zahtijevao da pukovnik Bunić i njegovi vojnici napuste Travnik skupa s njemačkom vojskom i predaju ga partizanima. Krajem rujna ministar u NDH dr. Vjekoslav Vrančić posjetio je grad radi ohrabrivanja branitelja. Kad se vratio u Zagreb, izvijestio je zapovjedništvo Hrvatskih oružanih snaga o situaciji u Travniku i njemačkom postupku. 
Bunić je odbio napustiti grad kako je zahtijevao njemački general, a ministru Vrančiću obrazložio je riječima: "Moja Vam je odluka već poznata iz naših ranijih razgovora. Meni je obrana Travnika povjerena po ministarstvu HOS-a, pa je za mene samo to mjerodavno. Ja Travnik branim već nekoliko mjeseci i kanim ga braniti do kraja, ma kakav on bio. To sam saopćio i njemačkom satniku koji mi je donio Leyserovo naređenje. On mi je odgovorio da on ima nalog da se posada Travnika mora povući s njemačkom vojskom, što sam odbio. Molim Vas da odete u Kasindol kod Leysera i da mu razjasnite da je meni nemoguće napustiti Travnik. Također Vas molim da nastojite poslati nam nešto streljiva, kako bi uzmogli obraniti Travnik." Došao je uskoro i parizanski zahtjev za predaju, koji je odbio odgovorom »Hrvatski časnici i vojnici se ne predaju nikada; oni se bore, a kad treba, oni umiru za svoju Domovinu!«.
Grad su Partizani osvojili 22. listopada 1944. godine pri čemu je de Bona poginuo. U Jugoslaviji ovaj je dan bio slavljen kao "dan oslobođenja grada". 

## Odlikovanja
- Redom krune kralja Zvonimira III. stupnja s hrastovim grančicama .
- Vojnički red željeznog trolista IV stupnja.
- Posmrtno je promaknut u čin generala.
- Odlikovan Velikom zlatnom kolajnom za hrabrost. (1945.)[3]
- Naslov viteza, te je prozvan - vitez Zrinski od Travnika.

## Vanjske poveznice
- Academia.edu Borbe za Travnik u listopadu 1944.